# Bellaffaire
Bellaffaire település Franciaországban, Alpes-de-Haute-Provence megyében. Lakosainak száma 158 fő (2022. január 1.). Bellaffaire Bayons, Gigors, Saint-Martin-lès-Seyne, Turriers, Bréziers és Rochebrune községekkel határos.

## Népesség
A település népességének változása:
| Lakosok száma | 165  | 116  | 142  | 143  | 147  | 149  | 144  | 140  | 143  | 158  |
|               | 1968 | 1982 | 1999 | 2006 | 2011 | 2015 | 2017 | 2018 | 2020 | 2022 |